# 七墩回族东乡族乡
七墩回族东乡族乡是中华人民共和国甘肃省酒泉市瓜州县下辖的一个民族乡。

## 行政区划
七墩回族东乡族乡下辖以下村级行政区划单位：
三墩村、锦华村和汇源村。